# سدریک یامبر
سدریک یامبر (انگلیسی: Cédric Yambéré؛ زادهٔ ۶ نوامبر ۱۹۹۰) بازیکن فوتبال اهل فرانسه است.
از باشگاه‌هایی که در آن بازی کرده‌است می‌توان به باشگاه فوتبال آنژی مخاچ‌قلعه و باشگاه فوتبال بوردو اشاره کرد.
وی همچنین در تیم ملی فوتبال جمهوری آفریقای مرکزی بازی کرده‌است.